# المنبع (بعدان)

تعديل مصدري - تعديل

المنبع محلة تابعة لقرية تهوف، التابعة لعزلة ضابي بمديرية بعدان إحدى مديريات محافظة إب في الجمهورية اليمنية، بلغ تعداد سكانها 39 حسب تعداد اليمن لعام 2004.